# 里昂纜車

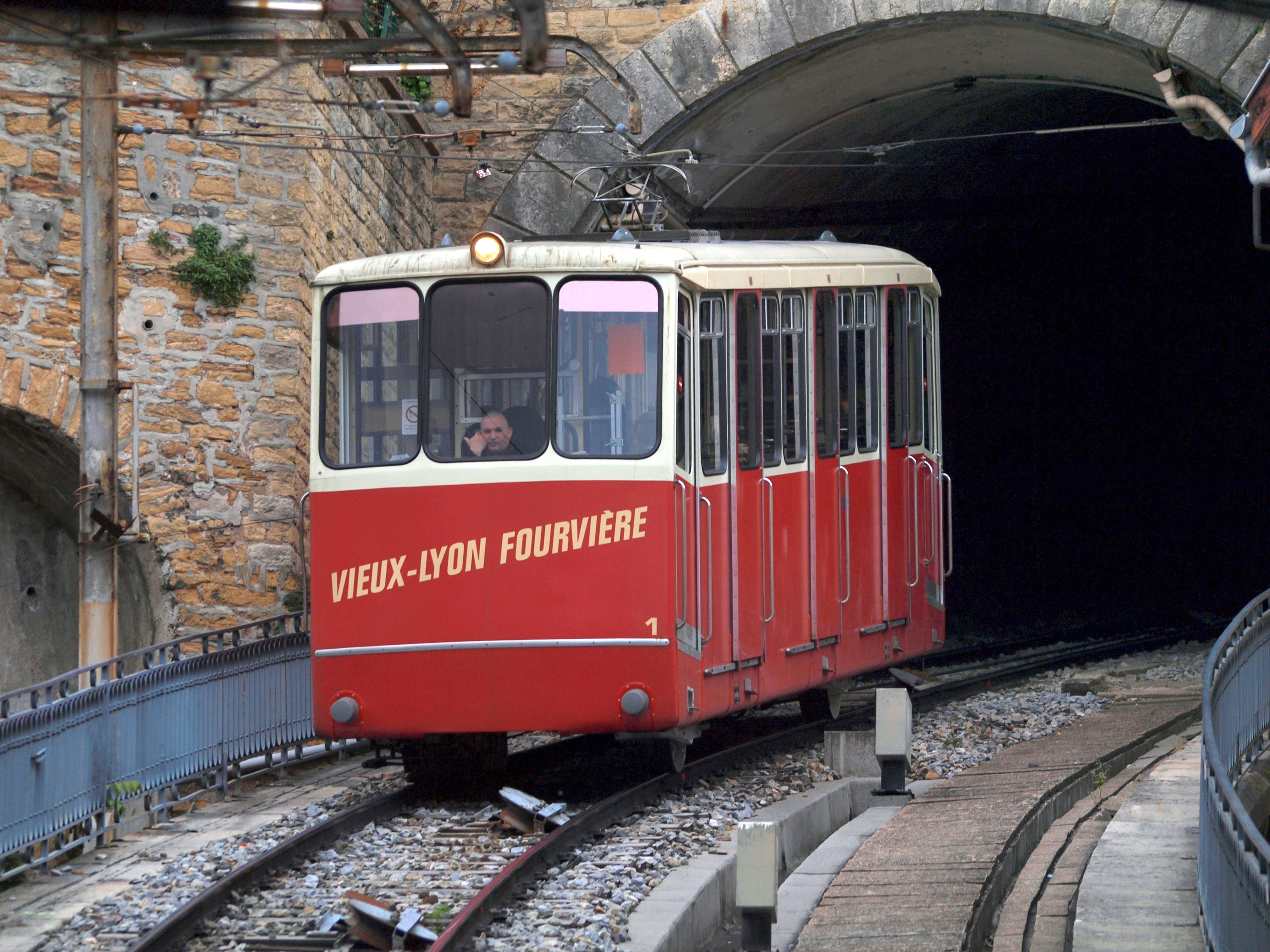
里昂纜車

里昂纜車（法語：Funiculaires de Lyon）是法國城市里昂的地面纜車系統。現在里昂纜車擁有兩條路線。里昂纜車的兩條路線分別開業於1862年和1891年。里昂纜車和里昂地鐵相連，可直接通過地鐵換乘。